# Myllykosken Pallo -47
Myllykosken Pallo –47 (ofte forkortet til MyPa) er en finsk fodboldklub, der hører hjemme i byen Anjalankoski. Holdet spiller i den Finske række, Kakkonen. Klubbens træner er Ilkka Mäkelä, og holdet spiller sine hjemmekampe på Saviniemi.

## Titler
- Finsk mester:  2005 (1)
- Finsk pokalmester:  1992, 1995, 2004 (3)

## Spillertrup 2013
| - 1. Ville Iiskola - 2. Hassan Sesay - 3. Tommi Vesala - 4. Yannick Salmon - 5. Patrick O'Shaughnessy - 6. Joni Vuorinen - 7. Ville Salmikivi - 8. Xhevdet Gela - 9. Pekka Sihvola - 11. Olajide Williams - 12. Jere Pyhäranta - 14. David Ramadingaye - 15. Jon Okafor |  | - 16. Antti Koskinen - 17. Riku Heinonen - 18. Tuomas Aho - 19. Nongotamba A Lody - 21. Niko Huusko - 23. Pyry Soiri - 30. Sasha Anttilainen - --. Atte Hoivala - --. Toni Lindberg - --. Valeri Minkenen - --. Aleksi Ristola - --. Dema |

## Kendte spillere i MyPa
- Tuomas Haapala
- Markus Heikkinen
- Sami Hyypiä
- Joonas Kolkka
- Toni Kuivasto
- Jari Litmanen
- Miikka Multaharju
- Niklas Tarvajärvi